# 伊勢平野
伊勢平野（いせへいや、Ise Plain）は、濃尾平野の南西から三重県の南東部に至る、伊勢湾に沿った堆積平野である。三重県の人口の大半がここに集中し、四日市、津、伊勢などの都市が集まる。

## 地形

### 概要
南北約100km、東西約20kmほどの細長く、弧を描くように広がる平野。北に養老山地、西に鈴鹿山脈・布引山地、東に伊勢湾があり、海と山にはさまれており北東部の木曽三川の河口付近では濃尾平野と繋がっている。南縁には中央構造線が通っている。
木曽三川や鈴鹿川、櫛田川、宮川などの河川が流れ、いくつかの三角州を形成する。最大の三角州は津市香良洲町である。
海岸線は単調で緩やかな弧を成し、志摩半島以南の複雑なリアス式海岸とは対照的である。

### 成因
伊勢平野は海岸平野として誕生し、洪積台地を形成した後、間欠的に地盤の隆起を引き起こし、上記の河川が堆積作用により平野面積を拡張してきた。
海水準変動の作用も受けており、伊勢平野の形成後も水没することがあった。また逆に、海面低下で伊勢湾が陸地化することもあった。

## 地質
古生代から新生代第四紀まで幅広く分布する。
古・中生代の地層は直接確認されていないが、伊勢湾対岸の愛知県内陸部で発見されていることから、伊勢平野の地下深部の基盤岩を成していると考えられている。北部は美濃帯（丹波-美濃帯）、中南部は領家帯に属する。中央構造線以南は三波川帯である。
伊勢平野の大半部は新生代のものである。台地は主に第三紀鮮新世の奄芸層群（あげそうぐん）からなり、段丘や扇状地は第四紀完新世、海岸線や南部は第四紀更新世と、標高が低くなるにつれて新しい地層となっている。また中新世の地層も泥岩・砂岩を主体とした千種層（菰野町）・一志層群（津市久居西部-松阪市）などが不整合で基盤岩と接する。

## 気候
一般には温和な気候である。年平均気温は14～16℃、年間降水量1700mm程度で積雪は少ないが、北部（北勢）は比較的降雪がある。
詳しい数値は三重県#気候を参照。

## 市町

### 市
- いなべ市
- 桑名市
- 四日市市
- 鈴鹿市
- 亀山市
- 津市
- 松阪市
- 伊勢市

### 町
- 桑名郡木曽岬町
- 員弁郡東員町
- 三重郡菰野町
- 三重郡
  - 川越町
  - 朝日町
- 多気郡
  - 明和町
  - 多気町
- 度会郡玉城町

※ 上記の市町全域が伊勢平野に属するとは限らない。（木曽岬町及び桑名市長島町は揖斐川より東にあるため濃尾平野に分類されることもある。）

## 歴史
江戸時代までは、畿内と東国を結ぶ東海道や伊勢参宮街道などの幹線道路が通っており、沿道には桑名宿などの宿場や城下町が成立して発達した。三井家のように、後に日本経済を代表する名門もこの地から輩出された。
明治時代以降は、東海道本線や名神高速道路などの交通の大動脈は岐阜県-滋賀県へ移ったが、一方で第二次世界大戦以前から東洋紡績の前身の三重紡績が1888年（明治21年）に創設されたことを契機に、津市以北を中心に紡績や重化学工業が発達した。これは、戦後の四日市石油化学コンビナートの礎となった。
津市は、伊勢平野の中央に位置する藤堂高虎が初代藩主を務めた津藩の城下町で、明治時代には三重県最大の都市であり、県庁が置かれた。伊勢平野南端の伊勢市（旧称・宇治山田市）は、国家神道の下で伊勢神宮が頂点とされ、国から重視された。
こうして伊勢平野は三重県の政治・経済・文化の中心として位置付けられていった。

## 農業・水産業
農業では稲作を主体とするが、京阪神や名古屋に近く温暖であることから蔬菜の促成栽培も盛んである。
水産業では伝統的に桑名のハマグリが有名であり、漁港が点在する。海岸線が単調であるため、掘り込み港も見られる。

## 交通
明治時代中期の1895年（明治28年）に、関西鉄道により木曽三川に橋が架かり鉄道が開通するまで、伊勢と尾張間の交通手段は舟で海上を移動すること（七里の渡しや十里の渡し）のみであり、東海道や伊勢参りの旅人や商人が利用していたものの伊勢平野に住む庶民が名古屋方面へ出掛けることは稀で、もっぱら鈴鹿山脈を徒歩で越えて滋賀・京都方面へ向かうことが主流であった。松阪は紀州藩領であったため、奈良県を経て和歌山や大阪方面との交流が盛んであった。
明治中期になると四日市に関西鉄道株式会社（現在のJR関西本線）が設立され、京都 - 草津 - 柘植 - 亀山 - 四日市 - 桑名 - 名古屋間の鉄道が開通。また大阪の湊町 - 奈良 - 伊賀上野 - 柘植 - 亀山 - 津 - 松阪 - 多気 - 山田も開通して、伊勢神宮へ参拝客を運搬した。
昭和になると、大阪電気軌道傘下の参宮急行電鉄が上本町 - 名張 - 伊勢中川 - 松阪 - 宇治山田、伊勢中川 - 津を建設し、大阪方面から伊勢神宮への移動時間を短縮した。その後大軌グループは、関西急行電鉄を設立して津-名古屋を建設し名古屋駅に乗り入れした。（現在の近鉄名古屋線）

### 鉄道
- 近畿日本鉄道
  - 近鉄名古屋線
  - 近鉄山田線
  - 近鉄大阪線
  - 近鉄湯の山線
- 東海旅客鉄道（JR東海）
  - 関西本線
  - 紀勢本線
  - 名松線
  - 参宮線
- 養老鉄道
- 三岐鉄道
  - 北勢線
  - 三岐線
- 四日市あすなろう鉄道
  - 内部線
  - 八王子線
- 伊勢鉄道

### 高速道路
- 新名神高速道路（一部事業中）
- 伊勢湾岸自動車道
- 東名阪自動車道
- 伊勢自動車道
- 東海環状自動車道（事業中）

### 国道
- 国道1号
- 国道23号
  - 名四国道
  - 中勢バイパス
  - 南勢バイパス
- 国道25号
  - 名阪国道
- 国道42号
- 国道163号
- 国道165号
- 国道306号
- 国道365号
- 国道421号

## 工業
伊勢平野北部の桑名市、三重郡朝日町、三重郡川越町、四日市市、鈴鹿市には中京工業地帯の一翼を担う工場群が主に沿岸部に形成されている。
四日市の石油化学、鈴鹿の自動車工業（本田技研工業鈴鹿製作所）は全国的な知名度がある。

## 地域の結び付き
桑名市は木曽三川をはさんで隣り合う愛知県、特に名古屋市とのつながりが強く、ベッドタウンの性格も有している。また、京阪神や名古屋に近いという利点を生かし、ナガシマスパーランドやなばなの里がある。鈴鹿市には鈴鹿サーキットモートピアといった観光施設や遊園地が立地する。
桑名市の他四日市市も名古屋市のベッドタウンとしての性格が強く、いなべ市は岐阜県の西濃地方とのつながりも強い。
中南部は、名古屋方面の他、京阪神や奈良県との結びつきも強い。これには近鉄大阪線や名阪国道などの交通網が発達したことによる。